# サン・フランシスコ川

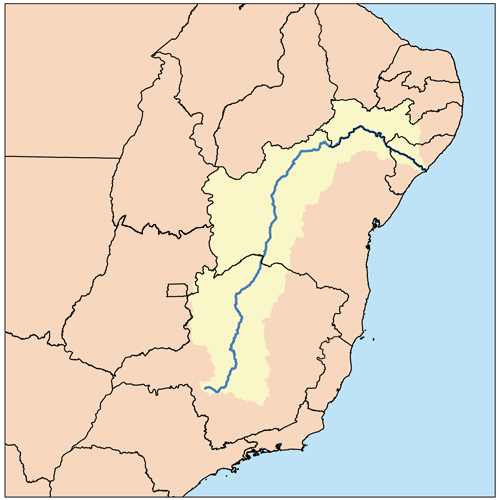
サンフランシスコ川とその流域

サンフランシスコ川(サン・フランシスコがわ、ポルトガル語：Rio São Francisco)は、ブラジルを流れる河川である。
全長3,160 kmは南米で4番目に長い。
アッシジのフランチェスコ（聖フランシスコ）から名付けられた。
ブラジル東南部にあるニテロイ近郊のサンフランシスコとは関係がない。

## 地理
ブラジルのミナスジェライス州→バイーア州→バイーア州とペルナンブーコ州の州境→バイーア州とアラゴアス州の州境→アラゴアス州とセルジッペ州の州境→大西洋の順に流れる。